# Baronía de Torrefiel
La Baronía de Torrefiel es un título nobiliario español creado por el rey Carlos III, el 25 de abril de 1775, a favor de Ramón de Segovia y Jubero, Regidor perpetuo del Zaragoza.
Rehabilitado en 1982 a favor de Eduardo de Laiglesia y González, X marqués de Villafranca de Ebro, Embajador de España.
El actual titular, desde 1985, es Antonio Carlos de Laiglesia y del Rosal, III barón de Torrefiel.

## Barones de Torrefiel
|                                               | Titular                                 | Periodo                                |
| Creado en 1775 por el rey Fernando VII        | Creado en 1775 por el rey Fernando VII  | Creado en 1775 por el rey Fernando VII |
| --------------------------------------------- | --------------------------------------- | -------------------------------------- |
| I                                             | Ramón de Segovia y Jubero               | 1775-?                                 |
| Rehabilitado en 1982 por el rey Juan Carlos I |                                         |                                        |
| II                                            | Eduardo de Laiglesia y González         | 1981-1985                              |
| III                                           | Antonio Carlos de Laiglesia y del Rosal | 1985 - actualidad                      |

## Historia de los barones de Torrefiel
- Ramón de Segovia y Jubero, I barón de Torrefiel, Regidor perpetuo del Zaragoza.

Rehabilitado en 1982 a favor de:
- Eduardo de Laiglesia y González (1916-2008), II barón de Torrefiel, X marqués de Villafranca de Ebro, Embajador de España.

En el Marquesado de Villafranca de Ebro le sucedió, en 2008, por sucesión mortis causa, su hijo Eduardo de Laiglesia y del Rosal.
En la Baronía de Torrefiel le sucedió, por cesión inter vivos, en 1985, su hijo:
- Antonio Carlos de Laiglesia y del Rosal (n.1948), III barón de Torrefiel.

Actual titular.